# Paulo Henrique Lustosa
Paulo Henrique Ellery Lustosa da Costa (Fortaleza, 8 de fevereiro de 1968) é um político brasileiro, ex-deputado federal, filho do ex-ministro e ex-deputado federal Paulo Lustosa.
Iniciou sua trajetória política no PFL, quando foi candidato a deputado federal no Ceará nas eleições de 2002 em que seu pai foi candidato a governador, mas não foi eleito. Transferiu-se para o PMDB em 2004, e em 2006 foi eleito deputado federal. Em 2010, foi novamente candidato, mas ficou na suplência. Em janeiro de 2011 assumiu a Presidëncia do Conselho de Políticas e Gestão do Meio Ambiente (CONPAM) a convite do Governador do Estado do Ceará, Cid Gomes. Em setembro de 2013 reassumiu o mandato na Câmara Federal, onde permaneceu até 2017. Atualmente ocupa o cargo de Secretário das Cidades do Governo do Estado do Ceará.
Nas eleições de 2014, foi candidato a deputado federal pelo PP e obteve 47.377 votos e ficou como suplente. Em Novembro de 2015 reassumiu o mandato de Deputado de forma temporária até abril de 2016, não participando da votação do impeachment da presidente Dilma Rousseff. No dia 22 de fevereiro de 2017, voltou a assumir o mandato de deputado federal. Em abril de 2018, a convite do Governador Camilo Santana assumiu a Secretaria de Estado das Cidades.
É Bacharel em Administração de Empresas pela Uniceub, Brasília, entre 1989 e 1990; Além disso, possui Especialização em Administração Financeira pela FGV em 1992 e é Mestre em Políticas Sociais, pela UnB em 2002. Sua dissertação de Mestrado recebeu o título "Cidadania Induzida: Uma Crítica aos Programas Governamentais de Indução do Desenvolvimento Local". Em maio de 2017 defendeu sua tese de doutorado "Inovação Ambiental como indicador da boa governança do desenvolvimento sustentável nos municípios cearenses: um estudo como base no Programa Selo Município Verde" adquirindo o título de Doutor em Desenvolvimento e Meio Ambiente pela Universidade Federal do Ceará.

## Lava Jato
O deputado federal Paulo Henrique Lustosa da Costa (PP-CE) é suspeito de ter recebido R$100.000 da Odebrecht (atual Novonor) via caixa 2 durante a corrida eleitoral de 2010, segundo inquérito autorizado pelo ministro Edson Fachin, relator da Lava Jato no Supremo Tribunal Federal (STF).
De acordo com o Ministério Público, em 2014 a empreiteira contribuiu para a campanha de Lustosa por meio de doação oficial. O deputado é investigado pelo crime de falsidade ideológica eleitoral.
O codinome do parlamentar no sistema de controle dos pagamentos seria "Educador".